# آرون ستانفورد
آرون ستانفورد (بالإنجليزية: Aaron Stanford)‏ وهو ممثل أمريكي ولد في 27 ديسمبر 1976 في مدينة ويستفورد في ولاية ماساتشوستس في الولايات المتحدة له أدوار في أفلام بايرو وإكس مين والتلال لها عيون.

## روابط خارجية
- آرون ستانفورد على موقع IMDb (الإنجليزية)
- آرون ستانفورد على موقع ألو سيني (الفرنسية)
- آرون ستانفورد على موقع ميوزك برينز (الإنجليزية)
- آرون ستانفورد على موقع أول موفي (الإنجليزية)
- آرون ستانفورد على موقع قاعدة بيانات الأفلام السويدية (السويدية)
- آرون ستانفورد على موقع إن إن دي بي (الإنجليزية)
- آرون ستانفورد على موقع قاعدة بيانات الفيلم (الإنجليزية)
- آرون ستانفورد على موقع كينوبويسك (الروسية)